# Haukeli
59°44′5.31″N 07°33′5.69″Ø / 59.7348083°N 7.5515806°Ø
Haukeli er et sted i Vinje kommune i Vestfold og Telemark fylke og et norsk vejkryds, hvor Rigsvej 9 sydover mod Hovden i Setesdal og videre til Kristiansand møder Europavej E134 vestover mod Haugesund og østover mod Oslo. Tidligere kaldet Haukeligrend, men i 1999 blev navnet ændret tilbage til det oprindelige navn Haukeli.

## Turisme
Haukelifjell ligger 12 km vest for Haukeli og er et skisportssted om vinteren, med stedet Haukeliseter som omdrejningspunkt.
Vinje kommune er ejer af den store bjergejendom Berunuten Vest, som ligger nord for søen Songavatn, omkring 15 kilometer nord for Haukeli. Kommunen ville ved køb af ejendomen åbne en smule af den store Hardangervidda for brug for jagt, fiskeri og friluftsliv for offentligheden. Disse områder var og er, for det meste private. Sportsfiskeri, hovedsagelig jagt og udendørs færdsel, og de syv hytter på ejendomen er tilgængelig for alle.

## Vandkraft
Områderne omkring Haukeli er udviklet for vandkraft. Udviklingen af vandkraftværker startede i 1957 med Haukeli kraftværker og blev afsluttet i 1979, da de Kjela kraftværk blev sat i drift.